# Emotional Rescue (Lied)
Emotional Rescue ist ein Lied der britischen Bluesrockband The Rolling Stones aus dem Jahr 1980, das von Mick Jagger und Keith Richards geschrieben wurde. Es erschien auf dem gleichnamigen Album.

## Geschichte
Die Aufnahmen fanden zwischen Juni und Oktober 1979 statt, Emotional Rescue ist nach Miss You der zweite Disco-Song der Band. Das Lied ist von der Gestaltung her ein Fingerzeig der Differenzen zwischen Jagger und Richards. Obwohl Richards die E-Gitarre spielte und den Begleitgesang beisteuerte, stellte er fest, dass ihm im Gegensatz zu Jagger der „Disco-Stil“ nicht passt.
Jagger und Richards schrieben das Lied auf einem E-Piano und von Anfang an stand fest, dass es in Falsett vorgetragen wird (inspiriert durch den Marvin-Gaye-Klassiker Got to Give It Up aus dem Jahr 1977). Im Studio spielte Jagger das E-Piano (zusammen mit Ian Stewart) und sang auch den charakteristischen Falsett, Richards Begleitgesang und E-Gitarre, Ronnie Wood die Bassgitarre, Charlie Watts das Schlagzeug, Bill Wyman spielt den Synthesizer (den man nur schwach hört) und das Saxophonsolo steuerte Bobby Keys bei.
Jagger sagte in einem Interview, „dass das Lied über ein Mädchen handelt, das Schwierigkeiten mit Männern hat, keine Verrücktheit, aber nur etwas verklemmt und da will er (der Protagonist im Song) selbst ihr helfen“.
Die Veröffentlichung des Pop-Opus erfolgte am 20. Juni 1980.

## Musikvideo
Zum Lied wurden zwei Musikvideos gedreht. In beiden tragen die Bandmitglieder das Lied vor, nur mit dem Unterschied: Das eine wurde in Thermografie gedreht, das andere ohne.

## Filmverwendung
In cineastischen Kreisen ist der Song auch durch seine Verwendung im Film A Bigger Splash (2015) bekannt, in welchem Ralph Fiennes auf das Lied Emotional Rescue ausdrucksstark tanzt.

## Coverversionen
- 1980: Hiltonaires
- 1982: Stars on 45 (The Greatest Rock’n Roll Band in the World)[6]
- 1998: Tint
- 2002: Fish
- 2003: Royal Philharmonic Orchestra
- 2006: Freedom Dub
- 2016: St. Vincent
- 2016: Yo La Tengo